# Kazimierz Gwiazdowicz

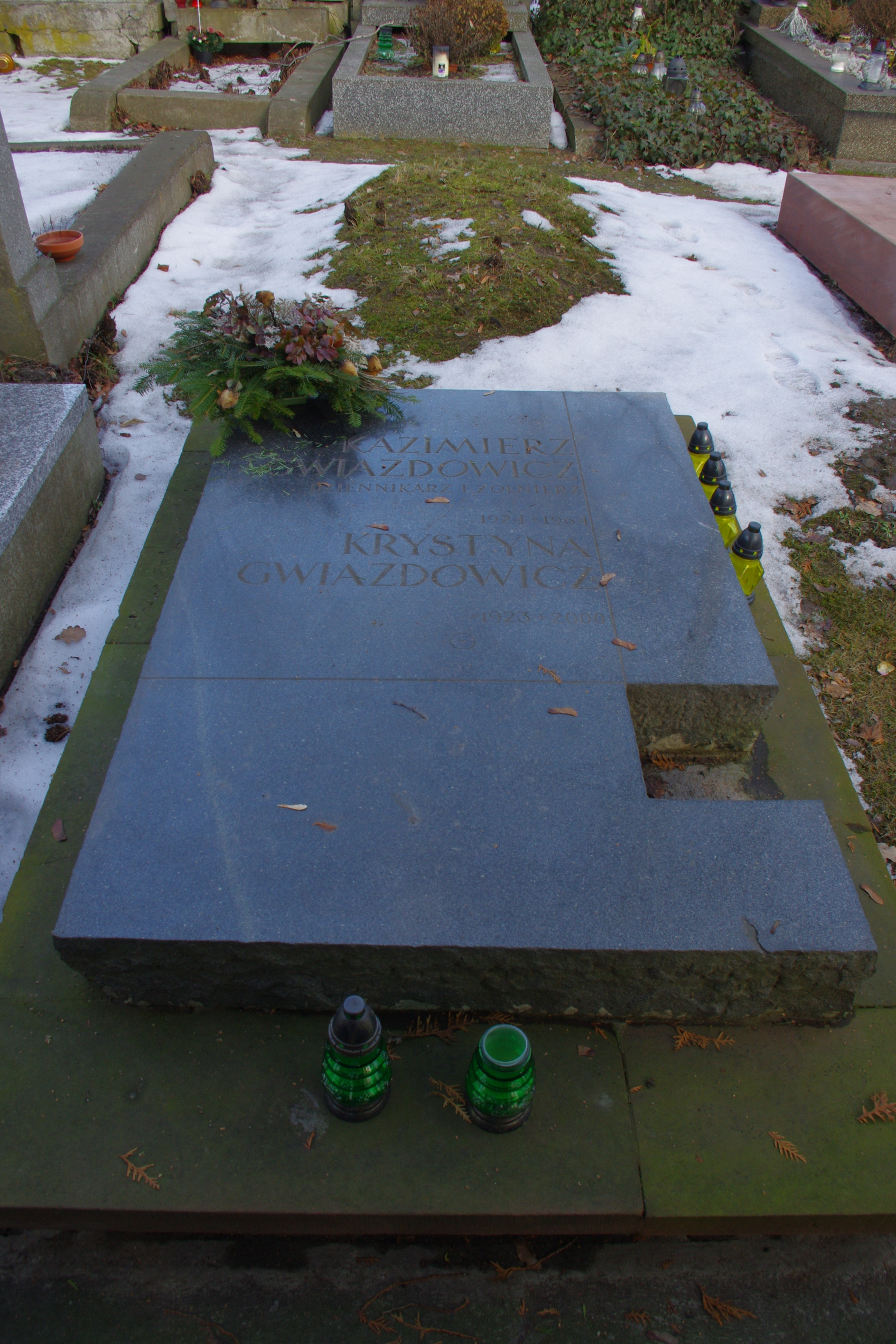
Grób Kazimierza Gwiazdowicza na Wojskowych Powązkach w Warszawie

Kazimierz Gwiazdowicz pseud. Bolek, Cietrzew, Tomasz (ur. 26 lutego 1924 w Kazimierzu Dolnym, zm. 10 listopada 1964 w Laosie) – polski oficer GL, AL i MO.

## Życiorys
Syn Michała Gwiazdowicza, działacza radykalnego ruchu ludowego. Przed wybuchem wojny skończył dwie klasy gimnazjum w Ciechanowie, a w czasie okupacji uzupełnił wykształcenie na kompletach tajnego nauczania. Członek Czerwonego Harcerstwa. Latem 1943 wstąpił do PPR i GL. Wkrótce kierownictwo Okręgu Płockiego powierzyło mu obowiązki dowódcy GL na powiat ciechanowski, a jednocześnie jesienią 1943 powołało go w skład Komitetu Powiatowego PPR. W czerwcu 1944 został mianowany oficerem wywiadu AL na Okręg Płocki. W lipcu 1944 skierowano go do oddziału partyzanckiego dowodzonego przez Ignacego Siedlicha „Czarnego”, z którym udał się do Puszczy Myszynieckiej. Jednocześnie pełnił funkcję oficera wywiadu organizującej się na północnym Mazowszu Brygady AL im. Synów Ziemi Mazowieckiej. W czasie pobytu w Puszczy Myszynieckiej brał wielokrotnie udział w akcjach dywersyjno-bojowych na jednostki wojskowe i obiekty okupanta. Po wyzwoleniu był m.in. zastępcą komendanta wojewódzkiego MO w Kielcach w stopniu majora. W lutym 1949 wstąpił na Studium Dziennikarskie Akademii Nauk Politycznych (ANP). Od grudnia 1950 studiował na Studium Dziennikarskim na wydziale humanistycznym Uniwersytetu Warszawskiego. Członek Komitetu Uczelnianego PZPR i Zarządu Akademickiego Związku Walki Młodych „Życie”. Prezes Bratniej Pomocy. W listopadzie 1949 został pracownikiem Polskiego Radia, a wkrótce kierownikiem Redakcji Audycji dla Wsi. Od 1962 członek Zespołu Oświaty i Propagandy Rolniczej Komitetu do spraw Rolnictwa przy KC PZPR. Działacz Klubu Publicystów Rolnych Stowarzyszenia Dziennikarzy Polskich. W październiku 1964 wyjechał do Laosu jako przedstawiciel Polski w Międzynarodowej Komisji Nadzoru i Kontroli i 10 listopada utonął w Mekongu. Został pochowany na Cmentarzu Wojskowym na Powązkach (kwatera B12-10-18). Odznaczony Orderem Virtuti Militari V klasy (10 lutego 1945), Srebrnym Krzyżem Zasługi (10 października 1945) i Krzyżem Walecznych (24 grudnia 1945). W 1965 jego imieniem nazwano Szkołę Tysiąclecia w Żelaznej w powiecie przasnyskim.